# Ravne na Koroškem (gemeente)
Ravne na Koroškem (Duits: Gutenstein) is een gemeente in de Sloveense regio Karinthië en telde bij de volkstelling in 2002 23.248 inwoners.

## Plaatsen in de gemeente
Brdinje, Dobja vas, Dobrije, Koroški Selovec, Kotlje, Navrški Vrh, Podgora, Podkraj, Preški Vrh, Ravne na Koroškem, Sele, Stražišče, Strojna, Tolsti Vrh, Uršlja Gora, Zelen Breg
Črna na Koroškem · Dravograd · Mežica · Mislinja · Muta · Podvelka · Prevalje · Radlje ob Dravi · Ravne na Koroškem · Ribnica na Pohorju · Slovenj Gradec · Vuzenica